# Meckelia asulcata
Meckelia asulcata är en djurart som tillhör fylumet slemmaskar, och som beskrevs av McIntosh 1874. Meckelia asulcata ingår i släktet Meckelia, fylumet slemmaskar och riket djur. Inga underarter finns listade i Catalogue of Life.